# Pirata zelotes
Pirata zelotes là một loài nhện trong họ Lycosidae.
Loài này thuộc chi Pirata. Pirata zelotes được Alfred Russel Wallace & H. Exline miêu tả năm 1978.